# Abbazia di Solesmes
L'abbazia di San Pietro di Solesmes /sɔˈlɛm/ è una abbazia sita a Solesmes (nel dipartimento della Sarthe), in Francia: è la casa madre della Congregazione di Francia dell'Ordine di San Benedetto.

## Abbazia
Essa venne fondata nel 1010 come un priorato della abbazia benedettina di Le Mans. La sua storia fu molto tranquilla, ma la sua quiete venne turbata durante la Guerra dei cent'anni, ma poi subito reinstaurata alla fine del conflitto. Dal XVII secolo comincia però un declino progressivo sotto la guida di una serie di priori inetti. Essa finì poi per dissolversi nel 1791 durante la rivoluzione francese.
Nel 1831 quei pochi edifici che rimasero in piedi dopo le distruzioni della rivoluzione, vennero restaurati dal priore Prosper Guéranger, originario della zona, che, ispirato dalla visione della restaurazione della vita monastica in Francia, volle installarvi una nuova comunità di monaci benedettini. Pertanto l'abbazia tornò a vivere l'11 luglio 1833. Contro ogni aspettativa, la comunità iniziò a fiorire e nel 1837 ottenne, non soltanto l'approvazione papale ma venne elevata al rango di abbazia a cui faceva capo la nuova comunità di monaci benedettini creata in Francia dopo la fine della rivoluzione.

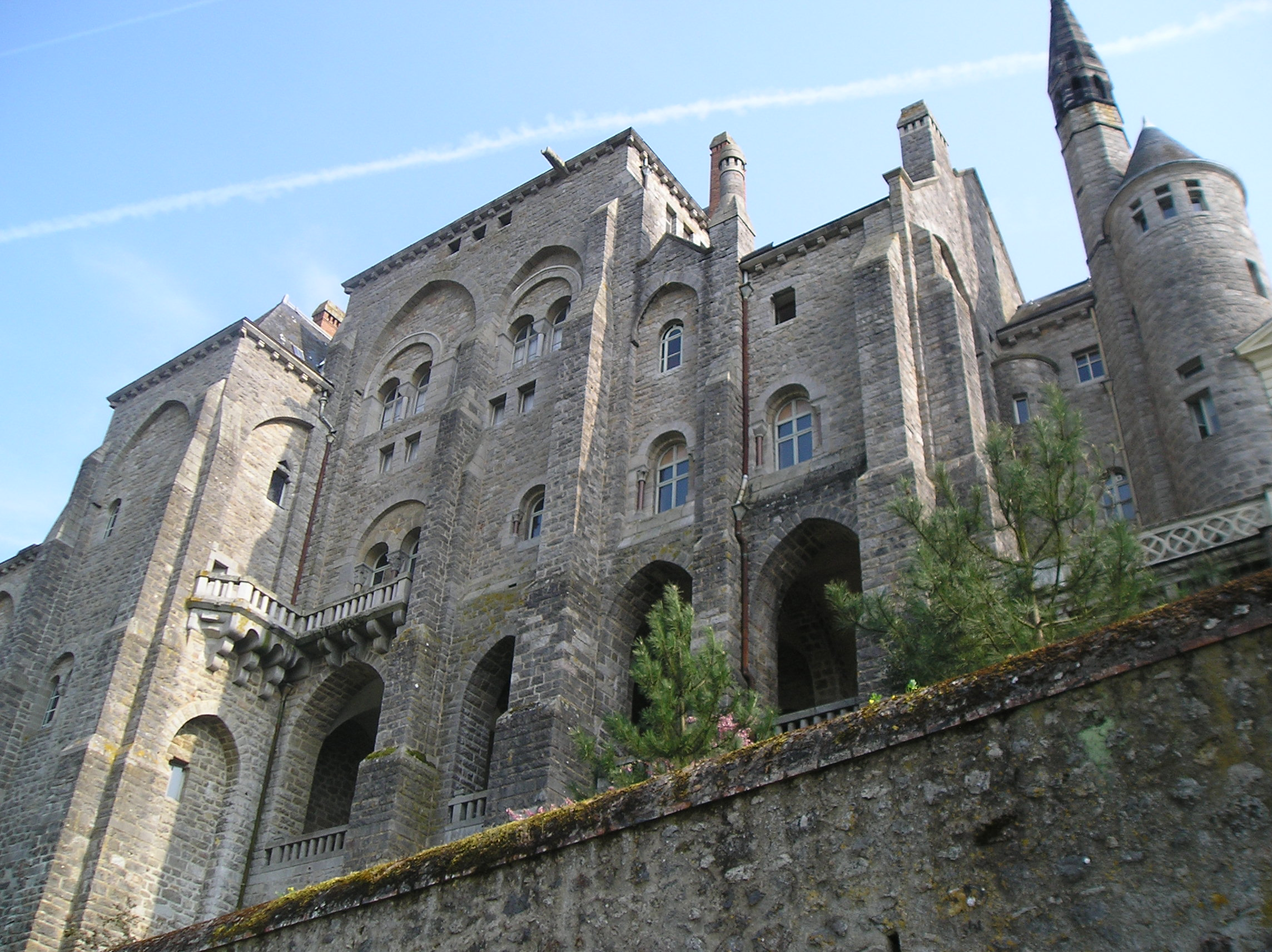
Abbazia di Solesmes: scorcio dal basso

L'abbazia venne fatta chiudere diverse volte dalla legislazione francese e fra il 1901 ed il 1922 i monaci furono obbligati a trasferirsi in Inghilterra. La comunità sopravvisse a questi eventi e alle due guerre mondiali ed oggi è più che mai fiorente presso l'abbazia di Solesmes.
In essa sono conservate una parte delle reliquie di santa Scolastica, fondatrice del ramo femminile dell'Ordine benedettino, donate nel 1870 dalla chiesa parrocchiale di Juvigny les Dames.
Come parte della sua missione di riscoperta del monachesimo, l'abbazia è stata la casa madre di numerose altre comunità fra le quali si cita il recente monastero di Palendriai in Lituania.

## La congregazione di Solesmes
Nel 1833 venne acquistato dal sacerdote Prosper Guéranger (1805-1875), che l'11 luglio dello stesso anno vi si stabilì con tre compagni, ripristinando la comunità benedettina e venendone eletto abate.
Recatosi a Roma, il 1º settembre 1837 dom Guéranger ottenne da papa Gregorio XVI un breve con il quale Solesmes veniva eretta ad abbazia madre della Congregazione di Francia dell'Ordine di San Benedetto, venendone nominato superiore generale.
Solesmes divenne centro del movimento religioso di restaurazione liturgica e del canto gregoriano.
Avendo aperto case anche fuori dal territorio nazionale (Spagna, Lussemburgo, Paesi Bassi) ed avendo le congregazioni olivetana e sublacense aperto case in Francia, agli inizi del XX secolo la congregazione rinunciò a chiamarsi "di Francia" e prese il nome dell'abbazia madre di Solesmes.

## Riscoperta e restaurazione del canto gregoriano
I monaci dell'abbazia di Solesmes diedero inizio, attorno al 1840, ad un'opera sistematica di riforma della tradizione esecutiva del canto gregoriano, con la volontà di riportarlo alla sua originale dimensione di canto monodico non misurato, in contrasto con la pratica, affermatasi già a partire dal XVI secolo, di eseguire i canti liturgici secondo una rigida scansione ritmica e con l'accompagnamento di un basso continuo.

## Elenco dei priori e degli abati

### Priori
- 1010-1050 : Rambert
- 1050-1070 : Garnier
- 1070-1??? : Robert
- 1???-1??? : Pierre I de Lièvre
- 1???-1??? : Guillaume I Lostellier
- 1???-1??? : Gervais du Pont
- 1???-1??? : Eudes de Clinchamp
- 1???-1280 : Étienne I Sougé
- 1280-12?? : Pierre II
- 12??-1317 : Jean I de Clinchamp
- 1317-1345 : Jacques I Bloislin
- 1345-13?? : Jean II Hubert de Vallambron
- 13??-1399 : Guillaume II Patry
- 1399-1416 : Hélie de Voude
- 1416-1428 : Alain Le Doyen
- 1428-1436 : Henri des Vignes
- 1436-1450 : Jean III du Tremblay
- 1450-1461 : Gérard de Lorière
- 1461-1469 : Thomas I Bouchard
- 1469-1480 : Philibert de La Croix
- 1480-1490 : Matthieu de La Motte
- 1490-1496 : Guillaume III Cheminart
- 1496-1505 : Philippe I Moreau de Saint-Hilaire
- 1505-1556 : Jean IV Bougler
- 1556-1564 : Jacques II Fouin
- 1564-1582 : Nicolas de Fumée
- 1582-1599 : Charles I Deschamps
- 1599-1603 : Valentin Ourry
- 1603-1610 : Jean V du Bois
- 1610-1617 : Horace de Strozzi
- 1617-1621 : Dominique de Bonzi
- 1621-1622 : Jean VI Le Jey
- 1622-1628 : Thomas II de Bonzi
- 1628-1630 : Michel I Laigneau
- 1630-1670 : Gabriel du Bouchet de Sourches
- 1670-1692 : Joseph des Ormes
- 1692-1706 : Étienne II de Noyelle
- 1706-1726 : Charles II Joseph de Clermont-Chaste de Gessans
- 1726-1753 : Jean-Baptiste I Edme Duret
- 1753-1754 : Michel II Lespinois
- 1754-1757 : Jean-Baptiste II Giron
- 1757-1760 : Marc-Antoine Guillon (1ª volta)
- 1760-1763 : Edmond Petit
- 1763-1766 : Marc-Antoine Guillon (2ª volta)
- 1766-1769 : Julien I Thomas Lamandé
- 1769-1772 : Julien II Gilles Pitteu
- 1772-1778 : Christophe-Augustin Flosceau
- 1778-1781 : Jean-Baptiste III Coullon de La Besnarderie
- 1781-1786 : Alexis Louason
- 1786-1790 : Jérôme de Sageon
- 1790-1833 : Soppressione
- 1833-1837 : Prosper Guéranger

Fonte : (FR)  Essai historique sur l'abbaye de Solesmes de l'abbé Prosper Guéranger, 1846

### Abati
- 1837-1875 : Prosper Guéranger (già priore)
- 1875-1890 : Charles III Couturier
- 1890-1921 : Paul Delatte
- 1921-1959 : Germain Crozien
- 1959-1992 : Jean VII Prou
- 1992- 2022 : Philippe Dupont
- 2022-attuale: Geoffroy Kemlin